# Amerikaanse nerts
De Amerikaanse nerts of mink (Neogale vison) is een roofdier uit de familie van de marterachtigen (Mustelidae). Deze soort wordt voor zijn bont veelvuldig gehouden in nertsenfarms. De Amerikaanse nerts wordt vaak in het geslacht van de kleine marters (Mustela) geplaatst, maar de verschillen zijn zo groot dat de soort nu in het geslacht Neogale wordt geplaatst, samen met een aantal Amerikaanse wezelsoorten en de uitgestorven zeemink (N. macrodon).

## Beschrijving
De Amerikaanse nerts is een slanke marterachtige met korte pootjes. De soort lijkt veel op de Europese nerts. De vacht van zowel de Amerikaanse als de Europese nerts is chocoladebruin tot zwart van kleur. Ook hebben beide soorten een witte vlek die loopt van de keel tot de onderlip. De Europese nerts heeft altijd ook een witte vlek op de bovenlip, bij de Amerikaanse nerts ontbreekt deze vaak. De Amerikaanse nerts wordt ook groter: 30 tot 47 centimeter lang, met een gewicht van 700 tot 1600 gram. De Europese nerts is 30 tot 40 centimeter lang, met een gewicht van 550 tot 800 gram. De staart van de Amerikaanse nerts is 158 tot 194 millimeter. Mannetjes zijn groter dan vrouwtjes (mannetjes 32 tot 45 cm lang, 840 tot 1800 gram zwaar; vrouwtjes 32 tot 37 cm lang, 450 tot 810 gram zwaar).

## Leefgebied en gedrag
De Amerikaanse nerts komt in bijna geheel Noord-Amerika voor. Hij ontbreekt in het droge zuidwesten. Hij leeft in bebost gebied en grasland nabij water: zowel langs traagstromende rivieren en beken als meren en moerassen. Ook aan de kust is hij te vinden. De Amerikaanse nerts is een echt waterdier en een uitstekend zwemmer. Hij is voornamelijk 's nachts actief, maar kan de gehele dag worden aangetroffen.
De Amerikaanse nerts rust in een tijdelijk hol vlak bij het water. Dit is vaak een verlaten hol van een muskusrat of Canadese bever, maar hij kan ook zelf een hol graven. Soms maakt hij gebruik van een omgevallen boom. De Amerikaanse nerts heeft een jachtterritorium. Deze markeert hij met een stinkende geurvlag uit de anale klieren. Het territorium van een mannetje overlapt vaak met dat van enkele vrouwtjes. De mannetjes zijn agressief tegenover andere mannetjes, vooral in de paartijd.
De Amerikaanse nerts is een opportunist. Zijn belangrijkste prooidier is de muskusrat, maar hij jaagt ook op rivierkreeften, vissen, watervogels, konijnen, muizen, reptielen als slangen en schildpadden, kikkers, weekdieren en regenwormen. Mannetjes eten meestal grotere prooi dan vrouwtjes. Vrouwtjes vangen vaker prooi in het water. Waar de nerts de prooi heeft gevangen, eet hij hem op. Soms legt hij in zijn hol voedselvoorraden aan. De belangrijkste vijanden van de nerts zijn vos, rode lynx, Canadese lynx, Amerikaanse alligator en Amerikaanse oehoe.

## Voortplanting
De paartijd duurt van januari tot april (in koudere streken tot mei). De ovulatie wordt tijdens de paring in gang gebracht. Mannetjes paren met meerdere vrouwtjes. De Amerikaanse nerts kent een verlengde draagtijd: 9 tot 46 dagen na de paring komen de embryo's tot ontwikkeling. De eigenlijke draagtijd duurt ongeveer 40-70 dagen afhankelijk van het weer/klimaat.
In april en mei worden één tot zeventien jongen (meestal vier tot zeven) geboren. De jongen komen ter wereld in een nest, bedekt met haar, veren en droge plantendelen. Dit nest ligt vaak in een hol onder boomwortels of tussen de rotsen. Alleen de moeder zorgt voor de jongen. Ze verdedigt het nest en brengt de jongen voedsel. De jongen wegen acht tot tien gram bij de geboorte. Tot vijf à zes weken worden de jongen gespeend. De moeder leert de jongen jagen vanaf ze een week of tien oud zijn. Na 13 à 14 weken zijn de jongen zelfstandig, en na tien tot elf maanden zijn ze geslachtsrijp. De Amerikaanse nerts wordt maximaal tien jaar oud.

## Amerikaanse nerts in Europa
In Europa wordt de Amerikaanse nerts veelvuldig gehouden in pelsdierfokkerijen. Ontsnappingen van deze soort uit pelsdierfokkerijen (zowel per ongeluk maar vooral door moedwillige loslating door dierenrechtenactivisten) hebben ervoor gezorgd dat deze soort zich heeft gevestigd in Europa. Deze exoot heeft bij zijn verovering van Europa waarschijnlijk veel schade aangericht aan de inheemse fauna. Zo zijn er aanwijzingen dat deze soort een rol heeft gespeeld bij de achteruitgang van de woelrat in het Verenigd Koninkrijk.